# Agència Europea de Medicaments
L'Agència Europea de Medicaments (EMA per les seves sigles en anglès European Medicines Agency) és una agència de la Unió Europea (UE) l'objectiu de la qual és contribuir a la protecció de la salut pública i animal assegurant que els medicaments per a ús humà i veterinari siguin segurs, eficaços i d'alta qualitat.
L'any 1995 es creà pel Consell de la Unió Europea després de més de set anys de negociacions entre els governs de la Unió Europea en substitució l'Agència Europea per a l'Avaluació dels Medicaments (EMEA, per les seves sigles en anglès European Medicines Evaluation Agency) en substitució del Comitè d'Especialitats Farmacèutiques creat el 1977 i el Comitè de Medicaments Veterinaris. A partir de l'any 2004 adoptà el nom actual. Des del 4 de març de 2019 la seva seu és la ciutat d'Amsterdam i el seu director actual és Guido Rasi. Funciona com una xarxa que aglutina els recursos científics dels estats membres de la Unió i de més de quaranta autoritats nacionals competents, coordinant l'avaluació i supervisió dels medicaments a tota la Unió.
Se l'ha de distingir de la Direcció Europea per a la Qualitat dels Medicaments i dels Serveis Sanitaris, una iniciativa del Consell d'Europa amb objectius semblants, que alia a més de la Unió Europea tota una sèrie d'estats europeus que no són pas membres de la UE però que comparteixen les mateixes normes.

## Trasllat de la seu
Després de la decisió de Regne Unit el 2016 de votar a favor del Brèxit, les diferents agències amb seu a Londres van haver de ser redistribuïdes, entre les quals l'Agència Europea del Medicament. Va ser llavors quan la Unió Europea va demanar que es presentessin diferents candidats:
| Ciutat      | País          |
| ----------- | ------------- |
| Amsterdam   | Països Baixos |
| Atenes      | Grècia        |
| Barcelona   | Espanya       |
| Bonn        | Alemanya      |
| Bratislava  | Eslovàquia    |
| Bussel·les  | Bèlgica       |
| Bucarest    | Romania       |
| Copenhaguen | Dinamarca     |
| Dublín      | Irlanda       |
| Hèlsinki    | Finlàndia     |
| Lilla       | França        |
|             | Malta         |
| Milà        | Itàlia        |
| Porto       | Portugal      |
| Sofia       | Bulgària      |
| Estocolm    | Suècia        |
| Viena       | Àustria       |
| Varsòvia    | Polònia       |
| Zagreb      | Croàcia       |

La guanyadora finalment va ser Amsterdam després de la votació que va fer el Consell de la Unió Europea el 20 de novembre de 2017. Tot i que Barcelona era la millor candidata per característiques tècniques va ser descartada en primera votació segons sembla per culpa del procés independentista català.
Les tres candidates en la ronda final van ser Amsterdam, Copenhaguen i Milà. Com que van empatar Àmsterdam i Milà per decidir la guanyadora es va fer un sorteig.